# Орлич
Орлич (хорв. Orlić) — населений пункт у Хорватії, у Шибеницько-Книнській жупанії у складі громади Бискупія.

## Населення
Населення за даними перепису 2011 року становило 302 осіб.
Динаміка чисельності населення поселення:

## Клімат
Середня річна температура становить 12,97 °C, середня максимальна – 28,39 °C, а середня мінімальна – -2,90 °C. Середня річна кількість опадів – 905 мм.
| Клімат поселення                              | Клімат поселення | Клімат поселення | Клімат поселення | Клімат поселення | Клімат поселення | Клімат поселення | Клімат поселення | Клімат поселення | Клімат поселення | Клімат поселення | Клімат поселення | Клімат поселення | Клімат поселення |
| Показник                                      | Січ.             | Лют.             | Бер.             | Квіт.            | Трав.            | Черв.            | Лип.             | Серп.            | Вер.             | Жовт.            | Лист.            | Груд.            |                  |
| Середній максимум, °C                         | 9,83             | 11,20            | 14,35            | 18,05            | 22,71            | 26,44            | 28,39            | 28,25            | 23,52            | 18,62            | 13,22            | 9,92             |                  |
| Середня температура, °C                       | 3,46             | 4,82             | 7,98             | 11,69            | 16,36            | 20,07            | 23,27            | 23,14            | 18,40            | 13,51            | 8,10             | 4,80             |                  |
| Середній мінімум, °C                          | −2,9             | −1,54            | 1,61             | 5,32             | 9,99             | 13,72            | 18,17            | 18,03            | 13,29            | 8,40             | 3,00             | −0,3             |                  |
| Норма опадів, мм                              | 73               | 67               | 72               | 80               | 67               | 66               | 46               | 56               | 83               | 94               | 109              | 92               |                  |
| Середньомісячна швидкість вітру, м/с          | 1.51             | 1.74             | 2.02             | 2.02             | 1.82             | 1.61             | 1.62             | 1.47             | 1.50             | 1.50             | 1.72             | 1.70             |                  |
| Середньомісячна сонячна радіація, кДж/м²·день | 5273             | 7977             | 11623            | 16161            | 20130            | 22631            | 24224            | 21218            | 15835            | 10200            | 5658             | 4474             |                  |
| --------------------------------------------- | ---------------- | ---------------- | ---------------- | ---------------- | ---------------- | ---------------- | ---------------- | ---------------- | ---------------- | ---------------- | ---------------- | ---------------- | ---------------- |
| Джерело:                                      |                  |                  |                  |                  |                  |                  |                  |                  |                  |                  |                  |                  |                  |